# 변화도
변화도 또는 참고도는 바둑에서, 원래의 정석 또는 수순과는 다르게 국면이 전개되는 양상을 여러 가지 다른 예시로 보여주는 그림이다.